# 6000 United Nations
6000 United Nations (1987 UN) là một tiểu hành tinh vành đai chính được phát hiện ngày 27 tháng 10 năm 1987 bởi Poul Jensen ở Brorfelde.